# Tornavacas
Tornavacas település Spanyolországban, Cáceres tartományban. Tornavacas Solana de Ávila, Puerto Castilla, Losar de la Vera, Guijo de Santa Bárbara, Aldeanueva de la Vera, Jerte és Candelario községekkel határos. Lakosainak száma 991 fő (2024).

## Népesség
A település népessége az elmúlt években az alábbi módon változott:
| Lakosok száma | 1364 | 1285 | 1255 | 1181 | 1170 | 1164 | 1133 | 1132 | 1065 | 991  |
|               | 2001 | 2004 | 2006 | 2009 | 2011 | 2014 | 2016 | 2019 | 2021 | 2024 |